# Schleppkraft
In der Geographie bezeichnet die Schleppkraft {\displaystyle L} die kinetische Energie eines Flusses, die, sofern sie groß genug ist, anfallendes Lockermaterial abtransportieren kann.

## Definition
Die Schleppkraft definiert sich über
{\displaystyle L={\frac {1}{2}}\cdot m\cdot v^{2}}
mit
- der Wassermasse m
- der Fließgeschwindigkeit v des Flusses.

Statt des Formelzeichens L kann auch genauer {\displaystyle E_{kin}} verwendet werden.

## Auswirkungen
Ob Material im Fluss vorherrschend erodiert oder akkumuliert (abgelagert) wird, hängt ab vom Verhältnis zwischen der Schleppkraft und der Last des zu transportierenden Materials. Dies wird im Folgenden genauer beschrieben.
Die Korngröße der mitgeführten Sedimente nimmt generell mit zunehmendem Transportweg ab.

### Oberlauf
Nur wenn die Schleppkraft des Flusses höher ist als die Last, kommt es zur Bildung von Tälern, da die erosive Kraft des fließenden Wassers Tiefenerosion begünstigt. Dies ist im Oberlauf eines Flusses aufgrund des relativ großen Gefälles überwiegend der Fall. Die Intensität der Talformung hängt auch von der Härte des Gesteinsuntergrundes ab.

### Mittellauf
Sind Schleppkraft und Last der Materialfracht in etwa gleich groß, so überwiegt Seitenerosion bzw. seitliche Sedimentation sowie relativ gleichmäßiger Transport des Lockermaterials. Dies findet man in der Regel im Mittellauf.

### Unterlauf
Übersteigt die Menge der mitgeführten Sedimente (Lockermaterial) die Schleppkraft, so kommt es zur Akkumulation, und die Sedimentation nimmt zu. Dies findet verstärkt im Unterlauf statt.